# Houston (Missouri)
Houston is een plaats (city) in de Amerikaanse staat Missouri, en valt bestuurlijk gezien onder Texas County.

## Demografie
Bij de volkstelling in 2000 werd het aantal inwoners vastgesteld op 1992.
In 2006 is het aantal inwoners door het United States Census Bureau geschat op 2023, een stijging van 31 (1,6%).

## Geografie
Volgens het United States Census Bureau beslaat de plaats een oppervlakte van
9,2 km², geheel bestaande uit land. Houston ligt op ongeveer 372 m boven zeeniveau.

## Plaatsen in de nabije omgeving
De onderstaande figuur toont nabijgelegen plaatsen in een straal van 36 km rond Houston.